# Athanase Ier de Constantinople
Pour les articles homonymes, voir Athanase.
Athanase Ier de Constantinople est patriarche de Constantinople du 14 octobre 1289 au 16 octobre 1293 puis du 23 juin 1303 à septembre 1309.

## Biographie
Athanase est un moine au mode de vie très simple, voire ascétique. C'est un partisan du monachisme.
Nommé patriarche pour remplacer Grégoire II, il arrive au patriarcat alors qu'une crise religieuse frappe l'empire. Il tente de calmer les esprits, dénonce les abus des prêtres et mène avec beaucoup de fougue un combat contre les arsénites en tentant de les empêcher de créer un schisme dans l'Église orthodoxe. Mais Andronic II Paléologue ne le soutient que mollement et ses mesures sont mal vues par la population.
Accusé d'accumuler des richesses, il abdique. Cependant il est rappelé en 1303 par Andronic II. Il pratique exactement la même politique que lors de son premier patriarcat et retire aux patriarches de Jérusalem, d'Alexandrie et d'Antioche leurs propriétés. Une nouvelle fois, il crée des dissensions entre le clergé et la population et abdique en 1309.
Il meurt en 1310.